# محمود پیراسته
محمود اقبالی کازرونی با نام هنری محمود پیراسته (زاده ۱۳۲۰ - بوشهر درگذشته ۱۳۷۸) بازیگر و مسئول جلوه‌های ویژه سینما اهل ایران بوده‌است.

## بازیگر
- ترن (۱۳۶۶)
- مرگ گرگ‌ها (۱۳۶۴)
- مشت (۱۳۶۳)
- نقطه ضعف (۱۳۶۲)
- کوسه جنوب (۱۳۵۶)
- اسلحه (۱۳۵۴)
- قرار بزرگ (۱۳۵۴)
- شلاق (۱۳۵۲)
- حسن دینامیت (۱۳۵۱)
- رضا چلچله (۱۳۵۰)
- من شوهر می‌خواهم (۱۳۴۷)
- هفت دختر برای هفت پسر (۱۳۴۷)
- مرد دو چهره (۱۳۴۶)
- هارون و قارون (۱۳۴۶)
- داماد فراری (۱۳۴۵)